# If You Leave Me Now (canción de Chicago)
«If You Leave Me Now» (en español: «Si me dejas ahora») es una canción soft rock interpretada por la banda de rock estadounidense Chicago; es una de las canciones de su exitoso octavo álbum de estudio Chicago X (1976). Fue escrita y cantada por el bajista Peter Cetera, y producida por James William Guercio y lanzada como sencillo el 31 de julio de 1976.
También es el título de un álbum recopilatorio publicado por Columbia Records (Columbia 38590) en 1983.
El sencillo encabezó las listas estadounidenses el 23 de octubre de 1976, donde se mantuvo durante dos semanas, convirtiéndolo en el primer número uno de la banda, además de alcanzar también el número uno en las listas Easy Listening. También llegó al primer lugar de las listas en el Reino Unido, el 13 de noviembre de 1976, manteniendo esa posición por tres semanas.
«If You Leave Me Now» consiguió además ser la canción más representativa de la banda alrededor del mundo, después de encabezar las listas de otros países, como Australia y Bretaña. Ganó los premios Grammy por el mejor arreglo instrumental con acompañamiento vocal y por la mejor interpretación pop por un dúo o grupo con vocales.
A su vez, el lado B del simple de 45 RPM "If You Leave Me Now" era "Mama Mama", una balada Pop orquestal también compuesta por Peter Cetera.

## Otras versiones
Existen más de cien covers de «If You Leave Me Now» grabados por artistas alrededor del mundo; entre ellos se encuentran:
- Alexandra Lushington versionó la canción durante la etapa de semifinales de la séptima temporada de American Idol.
- Brotherhood of Man, en su álbum de 1980 Sing 20 Number One Hits.
- Elkie Brooks lanzó una versión de la canción en su álbum Pearls en 1981.
- El grupo Elastic Band versionó la canción en el año 1992.
- Peter Cetera volvió a grabar la canción como solista para su álbum de 1997 You're the Inspiration: A Collection.
- Khalil Fong, un cantante de R&B de Hong Kong, grabó una versión para su segundo álbum en mandarín, This Love.
- Isley Brothers, en su álbum de 2001 Eternal.
- La danesa Christine Milton grabó una versión con el tempo acelerado para su álbum debut Friday en 2003.
- La cantante filipina de bossa nova Sitti grabó una versión de esta canción para su segundo álbum My Bossa Nova.
- John Barrowman, en su álbum de 2007 Another Side.
- Suzy Bogguss, en su álbum de 2007 Sweet Danger.
- Upside Down, un grupo británico de 1996, grabó la canción y llegó a posicionarse en el n.° 27.[cita requerida]
- La cantante argentina Marcela Morelo hizo su versión en español llamado "Si Me Dejas Ahora" en su álbum "Otro Plan" en 2009
- Peter Cetera grabó la canción nuevamente a dueto con la cantante ítalo-mexicana Filippa Giordano para el álbum de ella titulado Friends & Legends Duets en 2018.

### Actuaciones en directo
- Philip Bailey, de Earth, Wind & Fire, interpretó la canción en sus conciertos con Chicago en 2004–2006. Esta versión se incluyó en el álbum de Chicago Love Songs.

### Sampling
- Un sample de la canción fue usado por el dúo británico de electrónica Lemon Jelly en el lado B de «Nice Weather For Ducks» «Soft» (2003).